# Petasodes reflexa
Petasodes reflexa es una especie de insecto blatodeo de la familia Blaberidae, subfamilia Blaberinae.

## Distribución geográfica
Se pueden encontrar en Brasil.

## Sinónimos
- Blatta reflexa Thunberg, 1826.
- Monachoda franciscana Burmeister, 1838.